# Антология
Антоло́гия (др.-греч. ἀνθολογία, дословно «собрание цветов, цветник») — собрание литературных текстов сравнительно небольшого объёма (стихотворений, рассказов, афоризмов, очерков), созданных как одним, так и несколькими авторами. В антологии могут объединять тексты по жанровому, тематическому, формальному или какому-то иному признаку либо представлять наиболее значительные и показательные, с точки зрения составителя, произведения.

## Антологии классической эпохи
Уже в древности составлялись такие сборники, особенно маленьких, по большей части эпиграфических, стихотворений различных авторов. Из числа таких антологий более всех известна греческая. Первый составитель такого сборника был Мелеагр из Гадары, около 60 г до н. э. Потом на этом поприще известны: Филипп из Фессалоник, живший, вероятно, во времена Траяна; Диогениан из Гераклеи и Стратон из Сард (оба последние жили при Адриане); Агафий, составивший сборник в VI веке. Но все эти древние сборники, которые, впрочем, носили разнообразные заглавия, не сохранились.
До нас дошли два более поздних сборника. Один — составленный в X в. Константином Кефалой, который пользовался антологиями своих предшественников, в особенности Агафием, — известен как Палатинская антология. Второй был составлен Максимом Планудом в XIV в., константинопольским монахом, который своим выбором из «Антологии» Кефалы обнаружил совершенное отсутствие вкуса, но, с другой стороны, присовокупил известное число любопытных эпиграмм, относящихся к произведениям искусства. Последний сборник издан был впервые учёным греком Иоанном Ласкарисом во Флоренции в 1494 г. и был ещё потом несколько раз перепечатан, например, в Венеции 1503 г. и во Флоренции 1519 г. Из всех сборников только последний был известен долгое время. Анри Этьенн выпустил переиздание в Париже 1566 года, пополненное и из других источников и перепечатывавшееся впоследствии много раз. Известно ещё издание с латинским метрическим переводом Гуго Гроция, начатое де Бошем и оконченное Леннепом (5 т., Утрехт, 1795—1822).
Между тем К. Сальмазий нашёл в 1606 году в Гейдельбергской библиотеке единственный уцелевший список Антологии Константина Кефалы, сравнил его со списком Плануда и выписал из него все поэмы, которых у Плануда не было. Однако обещанное им издание не явилось в свет, равным образом как и издание, предпринятое д’Орвилем. Гейдельбергская рукопись в Тридцатилетнюю войну была перенесена в Рим, оттуда во времена революционных войн в Париж и наконец в 1816 г. возвратилась в Гейдельберг. За это время несколько раз печатались выдержки из неё во всём своём объёме или в отрывках под заглавием: «Anthologia inedita».
Весь материал, увеличенный отрывками древнейших писателей, идиллиями буколических поэтов, гимнами Каллимаха и эпиграммами, найденными в надписях и других сочинениях, издан Брунком в «Analecta veterum poetarum Graecorum» (3 т., Страсбург, 1776). Потом переиздан с некоторыми пропусками Фридрихом Якобсом в его «Anthologia Graeca sive poetarum Graecorum lusus ex recensione Brunckii» с объяснениями (13 т., Лейпциг, 1794—1814). Затем Якобс приготовил второе издание на основании копии, сделанной в Риме 1776, из пфальцской рукописи. В основание этого издания вошла рукопись «Антологии» Константина Кефалы, к которой присоединены эпиграммы, найденные у Плануда и в других источниках: «Anthologia Graeca ad fidem codicis olim Palatini nunc Parisini ex apographo Gothano edita» (3 тома, Лейпциг, 1813—17). Велькер присовокупил сюда два дополнения из различных источников в «Sylloge epigrammatum Graecorum» (Бонн, 1828—29). Новое издание по подобному плану с латинским переводом и комментариями Ф. Дюбнера (умершего до окончания второго тома) появилось в Париже (т. 1 и 2, 1864—72). Переводили также на немецкий язык некоторые избранные отрывки Штольберг, Фосс, Конц, в особенности же И. Г. Гердер в своих «Zerstreute Blätter» (ч. I и II) и Якобс в «Leben und Kunst der Alten» (2 т., Гота, 1824), затем И. Г. Регис (Штутгарт, 1856). Полный перевод предпринят был В. Э. Вебером и Г. Тудихумом (Штутгарт, 1838 и след.).
Мы не имеем ни одной древней римской антологии. Только более поздние писатели стали составлять сборники наподобие греческих; они черпали материал из одного большого сборника, относящегося к VI в., или же выбирали разбросанный в рукописных сочинениях и надписях. Первым таким составителем был Скалигер, издавший «Catalecta veterum poetarum» (Лейден, 1573); к этому сборнику примкнули: так называемая «Priapeia» и «Epigrammata et poemata vetera ex codicibus et lapidibus collecta», изданная Пьером Питу в Париже в 1590 г. Этими изданиями пользовался Пётр Бурман-младший для своей «Anthologia veterum Latinorum epigrammatum et poematum» (2 тома, Амстердам, 1759—73), которая заключает в себе 1544 отдельных стихотворения. Она была издана во второй раз Генрихом Майером, пополненная и исправленная (2 т., Лейпциг, 1835). В 1869 г. было предпринято Александром Ризе новое критическое издание, из которого были исключены многие тексты, добавленные Бурманом ошибочно; второе, пересмотренное издание редакции Ризе вышло в 1894 г., а в 1895—1897 гг. впервые появилась вторая часть этого проекта, «Carmina Latina Epigraphica», под редакцией Ф. Бюхелера.

## Антологии в восточных культурах
Литературы восточных культурных народов весьма богаты подобными сборниками, в которых или сгруппированы по отдельным предметам извлечения из лучших поэтов, или же содержатся выдержки из стихотворений одного поэта. К ним часто присоединены биографические заметки, изложенные в хронологическом порядке, по национальностям. Древнейшую известную антологию имеют китайцы в книге «Ши цзин», которая принадлежит к каноническим книгам и авторство её приписывается Конфуцию.
Санскритская литература имеет немногие антологические сборники. Зато богаче в этом отношении арабская литература, от которой обычай составлять антологии перешёл в персидскую литературу. Персидские сборники, многочисленные и часто очень обширные, называющиеся «Tedskireh», послужили образцом для тюркских, османских и мусульмано-индусских сборников.

## Антологии в современной литературной ситуации
Различение между антологией и другими книжными изданиями, группирующими тексты разных авторов, в современной ситуации усложнено. По мнению В. В. Баженовой, отличительной чертой антологии является «пролонгирующая функция», продлевающая существование включённых в неё произведений в поле активного читательского и критического внимания. По словам У. Ю. Вериной, антология действует в культуре как «средство отбора, хранения, аккумуляции текстов, соответствующих критериям ценности, значимости, итоговости».
Вопросам типологии современных поэтических антологий посвящено исследование Д. В. Кузьмина. По прагматике высказывания Кузьмин подразделяет антологии на «антологии знакомства» и «антологии расширения» (в первый раз представляющие некоторый круг явлений — или расширяющие это представление относительно более ранних антологических проектов), по охвату материала выделяет «антологии целого», представляющие национальную поэзию целиком, и «антологии части», посвящённые определённой поэтической форме, теме, художественному направлению, региональной поэтической школе и т. д. В качестве особых типов антологии Кузьмин выделяет также «антологию проблемы» («составитель формулирует некоторый вопрос и пытается выстроить определенную последовательность текстов в качестве ответа») и подчёркнуто субъективную «антологию частного вкуса». Развитию и расширению предложенной Кузьминым классификации посвящено исследование Ю. С. Подлубновой.